# Chybie (gmina)
Pour les articles homonymes, voir Chybie (homonymie).
La gmina de Chybie est une commune rurale de la voïvodie de Silésie et du powiat de Cieszyn. Elle s'étend sur 31,8 km2 et comptait 9 365 habitants en 2010. Son siège est le village de Chybie.

## Villages
La gmina de Chybie comprend les villages et localités de Chybie, Frelichów, Mnich, Zaborze et Zarzecze.

## Gminy voisines
La gmina de Chybie est voisine des gminy de Czechowice-Dziedzice, Goczałkowice-Zdrój, Jasienica, Skoczów et Strumień.